# Ближневосточный респираторный синдром
Ближневосто́чный респирато́рный синдро́м (БВРС, англ. Middle East respiratory syndrome, MERS) — воспалительное заболевание органов дыхания, вызываемое вирусом рода Betacoronavirus подсемейства Orthocoronavirinae, в 2012 году получившим официальное название «коронавирус ближневосточного респираторного синдрома» (БВРС-КоВ, англ. Middle East respiratory syndrome-related coronavirus, MERS-CoV).
По состоянию на 2021 год в России случаи ближневосточного респираторного синдрома не зафиксированы.

## Эпидемиология
Вирус MERS-CoV является зоонозным, предположительно, согласно анализам вирусных геномов, природным резервуаром вируса являются популяции летучих мышей. Ряд исследований выявили наличие антител к коронавирусу MERS-CoV у верблюдов. Передача вируса от человека к человеку происходит при тесном контакте с заражённым[уточнить].
Первые случаи заболевания новым вирусом регистрировались в Саудовской Аравии в начале осени 2012 года. Из более 50 зарегистрированных к июню 2013 года случаев заболевания MERS, примерно половина имела летальный исход.
К лету 2015 года случаи заболевания зафиксированы в 23 странах, включая Саудовскую Аравию, Йемен, Объединённые Арабские Эмираты, Францию, Германию, Италию, Грецию, Тунис, Египет, Малайзию, Таиланд, Южную Корею и другие. На 1 июня 2015 года зарегистрировано 1154 подтверждённых случая заболевания и не менее 431 летального исхода, связанного с заражением коронавирусом.
По состоянию на конец 2019 — начало 2020 годов в мире всего зарегистрировано от 2494 до 2506 случаев заболевания, умерли от 862 до 912 человек. Каждый год продолжают регистрироваться случаи заболевания, вызванные MERS-CoV: от единичных случаев до десятков.

## Вспышка 2015 года в Южной Корее
Первый случай заболевания на территории Южной Кореи был зафиксирован 20 мая 2015 года. Установлено, что вирус был занесён гражданином Южной Кореи, вернувшимся из поездки в страны Ближнего Востока.
По состоянию на 1 июля от коронавируса в Южной Корее погибли 33 человека, общее число инфицированных составляло 182 человека. 95 человек, у которых было подтверждено наличие вируса MERS, выписаны из больниц. 2 июля был зафиксирован новый больной — медсестра в больнице Samsung в Сеуле. В больницах находилось 48 человек, у которых выявлен вирус MERS. Карантин распространялся на 2240 человек.
20 июля 2015 года представители правительства Южной Кореи заявили об окончании эпидемии вируса MERS.

## Клиника
Клиническая картина характерна для острого респираторного вирусного заболевания: первыми симптомами являются лихорадка, кашель, одышка, по мере развития заболевание переходит в форму тяжёлой вирусной пневмонии, в некоторых случаях сопровождается почечной недостаточностью.

## Диагностика
При подозрении на бета-коронавирусную инфекцию (ближневосточный респираторный синдром) обязательна консультация инфекциониста, пульмонолога и реаниматолога, при выраженном гастроэнтерите — гастроэнтеролога. Этиологическая верификация возбудителя и вспомогательная диагностика проводится физикальными, лабораторными и инструментальными методами, включающими:
- Оценку объективных данных. При осмотре больного MERS обычно выявляется акроцианоз, бледность, повышенная влажность кожных покровов, увеличенное число дыхательных движений, вынужденное положение больного, устойчивая тахикардия, лихорадка. При перкуссии легочных полей выявляется притупление перкуторного звука над поражённой областью. Аускультативно определяются жесткое, иногда амфорическое дыхание, двусторонние влажные мелкопузырчатые хрипы и крепитация. Пульсоксиметрия определяет прогрессирующее снижение насыщенности артериальной крови кислородом (SaО2 менее 90 %).
- Молекулярно-генетическую диагностику. Методом ПЦР в материале (мазок из носа, носоглотки, горла) можно выделить вирус в первые сутки заболевания. Материал предпочтительнее брать из нижних дыхательных путей ввиду высокой концентрации вируса именно в этой локализации (мокрота, бронхоальвеолярный лаваж, трахеальный аспират). Выделить возбудителя возможно также из крови, мочи и кала. Согласно протоколу диагностики ВОЗ, поиск вируса необходимо осуществлять с интервалом в 2-3 дня в материале, полученном из разных отделов дыхательных путей.
- Серологическую диагностику. Рекомендации ВОЗ подразумевают также динамическое проведение анализа крови (ИФА) на наличие антител к коронавирусу ближневосточного респираторного синдрома. Наиболее информативным ИФА становится более чем через 14-21 суток от первых клинических симптомов. Реже, с целью исключения других патологий, применяются копрограмма и бактериологическое исследование испражнений.
- Лабораторные исследования крови и мочи. Для картины заболевания характерны лейкопения, лимфоцитопения, тромбоцитопения, ускорение СОЭ. Биохимические показатели лактатдегидрогеназы, АСТ, АЛТ, мочевины и креатинина обычно превышают лабораторные нормы. В общеклиническом анализе мочи сохраняется нормальная плотность и осмолярность.
- Лучевую диагностику. Проводится обзорная рентгенография лёгких, реже МСКТ грудной клетки. Рентгенологическая картина обычно характеризуется диффузным снижением прозрачности легочных полей (симптом «матового стекла»), двусторонним прогрессирующим затемнением вплоть до исчезновения тени средостения, просветлениями по ходу средних и крупных бронхов (симптом «воздушной бронхографии»). Поражение лёгких наиболее выражено в средних и нижних отделах. Реже наблюдается появление плеврального выпота.

Дифференциальную диагностику проводят с атипичной пневмонией (ТОРС), гриппом, легионеллёзом, орнитозом, аспергиллёзом, микоплазмозом, пневмоцистозом, туберкулёзным казеозным распадом лёгких, брюшным тифом, сепсисом, бактериальными пневмониями, бронхитами. Симптомы гастроэнтерита следует дифференцировать с вирусными диареями, энтеровирусной инфекцией, пищевыми отравлениями, сальмонеллёзом и шигеллёзом.

## Лечение
Специфического лечения не разработано. Противовирусные препараты не рекомендованы, хотя некоторые исследования показали, что вирус MERS-CoV более чувствителен к применению интерферонов альфа и бета по сравнению с вирусом SARS-CoV. Лечение практически полностью является поддерживающим.

## Профилактика
В настоящее время несколькими группами ведутся работы по получению вакцины, в том числе в России. По состоянию на июль 2015 года ни одна из вакцин не была одобрена к применению на людях. Всемирная организация здравоохранения дала России разрешение на ввоз штамма коронавируса для создания вакцины и разработки лечения инфицированных вирусом MERS.
Учёные из Национального института аллергии и инфекционных болезней в Бетесде (США) провели на животных ранние доклинические испытания собственной вакцины против коронавируса ближневосточного респираторного синдрома. По результатам исследования, экспериментальная вакцина способствовала выработке антител у  мышей и резус-макак.
Учитывая, что вирус больше распространён среди верблюдов, чем среди людей, эффективной мерой профилактики среди людей может быть вакцинация одногорбых верблюдов. В направлении создания подобных вакцин ведутся разработки.
Вакцина, разработанная в Пенсильванском университете, продемонстрировала эффективность на верблюдах и макаках. Так как верблюды являются одними из носителей коронавируса, вакцину планируют использовать не только для предотвращения заражения людей, но и для иммунизации верблюдов.